# ガスガス

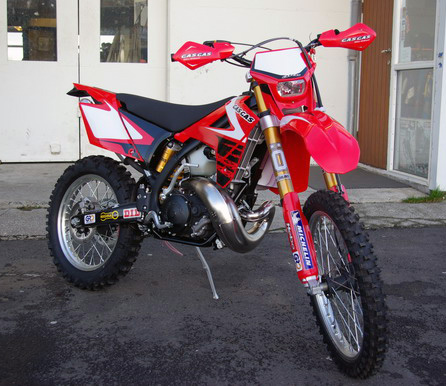
EC300のレース仕様車

ガスガス（GAS GAS）は、スペインアラゴン州サラゴサに本社を置くオフロード向けオートバイメーカー。
KTM AGやハスクバーナと同じ親会社（ピエラ・モビリティAG）を持つ、同一グループの企業である。

## 概要

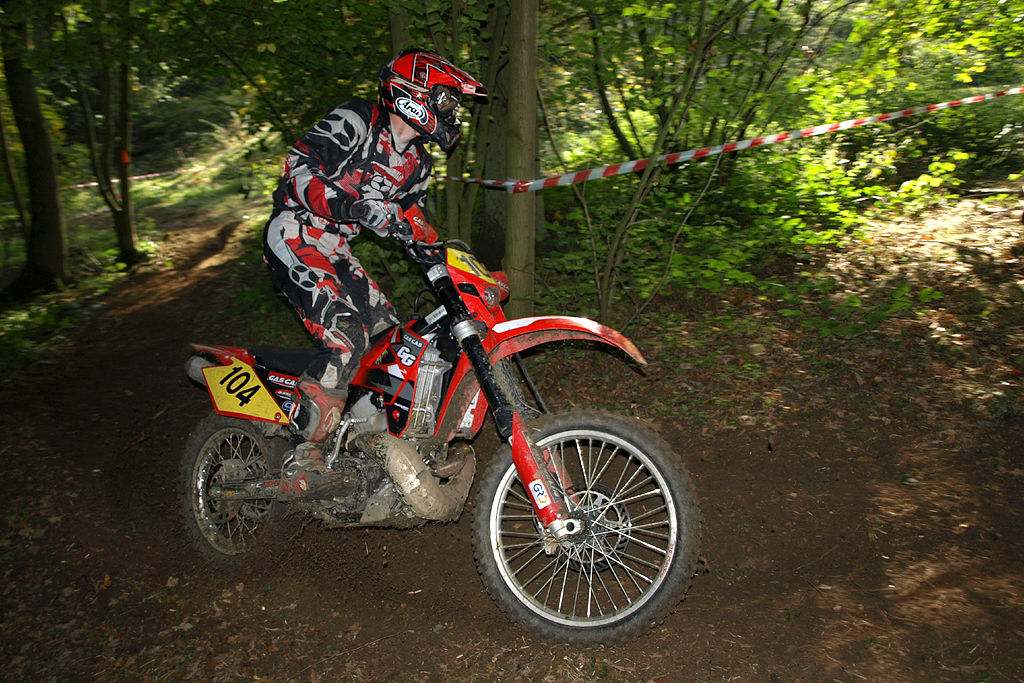
TBECエンデューロ2008

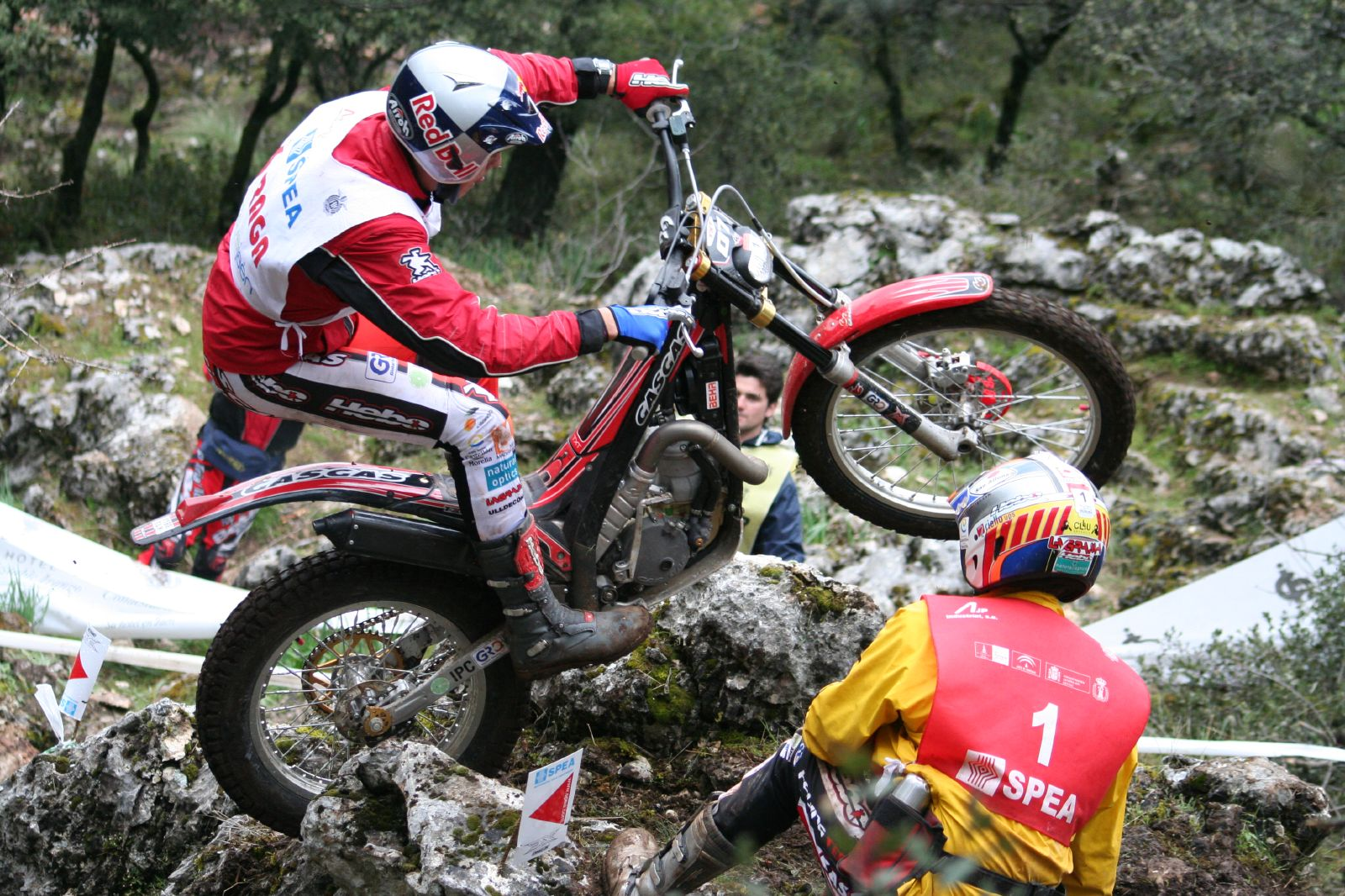
アダム・ラガ 2007トライアル

1974年にナルシス・カサスとジョゼップ・ピベルナットがカタルーニャ州ジローナで設立したトライアル車専門の販売代理店がルーツである。1983年に主要な取引先であったブルタコが破綻して売るバイクが無くなった彼らは、融資を受けて自らバイクを作るために、この会社を1985年に設立した。当初は200台のバイクのみが製造されたが、後に欧米で数千台を売り上げるようになった。なお創業にあたって、日本の亜路欧（アロー）が支援に大いに関わっている。1989年には小排気量のエンデューロモデルの製造も開始した。
FIMトライアル世界選手権では自転車トライアル譲りのテクニックとガスガスの超軽量マシンを駆使したジョルディ・タレスによって1993 - 1995年にタイトルを3連覇し、名声を一気に高めた。また2005年にはアダム・ラガによってアウトドア・インドア双方でチャンピオンとなった。ガスガスのバイクは通算で15度のトライアル世界タイトルを獲得している。
またエンデューロ世界選手権でも中小排気量クラスを中心に活躍し、7度のタイトルを獲得している。
2000年代は2ストロークエンジンのスポーツATV（全地形対応車、四輪バイク）も製造した。
競技用のナンバー取得不可モデルがメインだが、エントリーユーザー向けにHALLEY（ハレー）と呼ばれる公道走行可能な車両も製造している。
欧州の経済不況の煽りで経営不振に陥り、2015年に破産申請。その後スペインの電動バイクメーカー「トロット」傘下に置かれた。
2019年にKTMの親会社であるピエラ・モビリティAGに買収された。これによりガスガス車はKTMとハスクバーナとのプラットフォームの共有が進むこととなる。
また競技の世界でもガスガスはKTMの一員として活動することとなり、スペイン車ブランドとしての初の栄冠を次々に掴み獲っている。サーキットでは2020年からロードレース世界選手権のMoto2/Moto3、2023年からテック3との提携でKTMを引き継いでMotoGPに参戦。オフロードでも、エンデューロ世界選手権では2021年から、モトクロス世界選手権では2022年からKTMのチーム及びマシンを引き継いでファクトリー参戦。前者はKTM時代から併せて3連覇を達成し、後者でも2023年にMXGPクラスを初制覇した。世界ラリーレイド選手権とダカール・ラリーでも、KTM・450ラリーのリバッジ版であるRC450Fラリーを運用し、2022年に選手権とダカールの双方で総合優勝を果たしている。

## 日本での販売
日本では設立当初から2009年までは亜路欧が、2010年から2014年10月末まではエスジャパン（総販売元：アルプスヴァン）が輸入販売を担当した。
2014年11月1日からは株式会社マーチがトライアル部門（GASGAS TRIAL JAPAN）、MVアグスタジャパンがエンデューロ部門（GASGAS ENDURO JAPAN）とモデルを分けて正規輸入元となっていたが、2016年11月1日以降はエンデューロ含めたすべてのGASGAS製品を株式会社マーチが総輸入元（GASGAS JAPAN）として輸入をおこなった。
KTMとの同一グループ入りをした2020年からはKTM JAPANが「GASGAS MOTORCYCLES JAPAN」としてガスガス製品の正規輸入販売を行っている。

## 名前の由来
ヨーロッパ（主にスペインやフランス）において、ガソリンの省略形である「gas」という単語は、「ガソリンを送り込む（step on the gas）」からの連想で「アクセルを開ける（→全開にする＝速く走る、加速する）」という意味のスラングとして用いられている。あまり品の良くない表現であり、日本語におけるニュアンス的には「まくる」「ぶっちぎる」に近い。
用例として、スペインを拠点に活動しているトライアル元世界チャンピオンの藤波貴久は「フジガス」のニックネームで呼ばれ、意味は「アクセル全開の藤波」である。また、フランスのバイク漫画である「JOE BAR TEAM」では、レースをする登場人物が加速する場面で度々「GAAAZ!」という絶叫を上げている。
なお「Full gas!!」は上記から「アクセル全開だ！」「全速前進だ！」などが正しい和訳となるが、「ガソリン満タンだ！」と誤訳してしまうケースがしばし見られる。
社名は「gas」を重ねることで「より速く走る」ことを意味している。黎明期の米国での販売には「Fast Fast」というキャッチコピーも用いられた。

## シリーズ

### スーパーモタード
- SM

### モトクロス
- MC

### トライアル

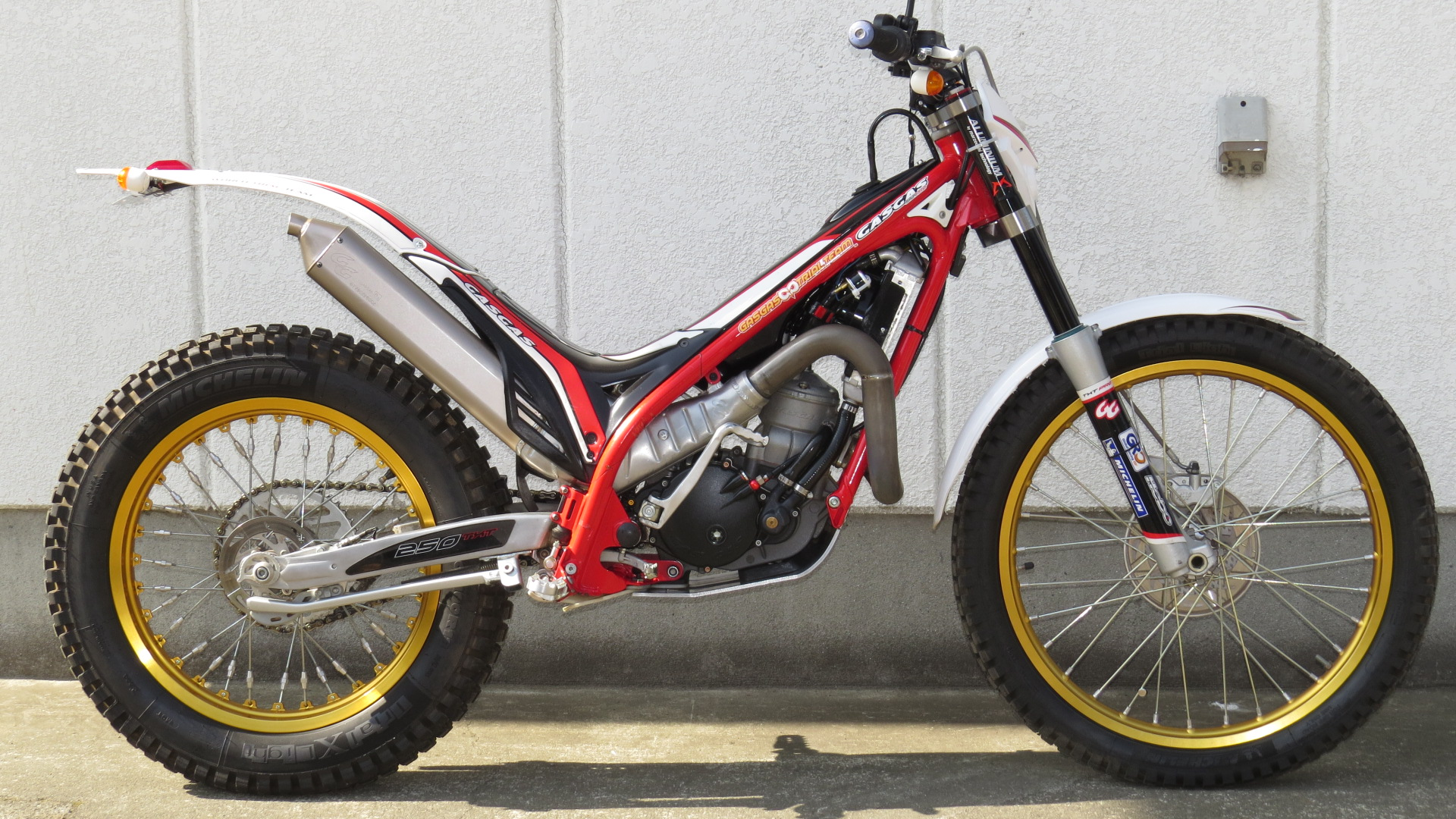
GASGAS TXT PRO 250

- パンペーラ
- TXT

### エンデューロ
- EC
- EC F